# ستيوارت هوفر
ستيوارت هوفر (بالإنجليزية: Stewart Hoover)‏ هو أكاديمي أمريكي، ولد في 14 أبريل 1951.
أستاذ الدراسات الإعلامية بكلية الإعلام، التواصل و المعلومة بجامعة كولورادو بولدر، كما يشغل منصب مدير مركز الإعلام، الدين و الثقافة، إلى جانب منصب نائب أستاذ الدراسات الدينية و الأمريكية. تحصل على شهادتي الماستر و الدكتوراه من مدرسة أننبرغ للتواصل بجامعة بنسلفانيا.